# 1265 w literaturze
Wydarzenia literackie w 1265 roku.

## Urodzili się
- Dante Alighieri, włoski poeta i prozaik (zm. 1321)